# Dekorator (powieść)
Dekorator – powieść detektywistyczna autorstwa Borisa Akunina. Szósta część cyklu o Eraście Fandorinie.

## Fabuła
Jest rok 1889. W Moskwie dochodzi do okrutnych mordów na kobietach. Miastem wstrząsa wieść, jakoby z Londynu do Rosji przybył Kuba Rozpruwacz. Fandorin obiecuje rozwiązać zagadkę jak najprędzej. Nie wie, że morderca planuje napaść na jego najbliższych.